# Alfred Döblin
Pour les articles homonymes, voir Döblin.
Alfred Döblin (10 août 1878, Stettin, Province de Poméranie - 26 juin 1957, Emmendingen, Allemagne) est un médecin et écrivain allemand. Il a acquis la nationalité française en 1936. Né de parents juifs non pratiquants, il s'est converti au catholicisme en 1941. Il est notamment l'auteur du roman Berlin Alexanderplatz. Son frère aîné était l'acteur Hugo Döblin.

## Biographie

### L'Allemagne
Quatrième enfant d'une famille bourgeoise juive, qui avait déménagé à Berlin en 1888 après que son père eut émigré en Amérique avec une femme plus jeune, le jeune Alfred Döblin est très tôt passionné par le progrès technique, qu'il côtoie quotidiennement. Médecin neuropsychiatre de 1905 à 1930 à Ratisbonne, Fribourg et Berlin, Alfred Döblin commence sa collaboration littéraire avec Herwarth Walden en 1910, et participe au journal expressionniste alors nouvellement fondé Der Sturm (La tempête).
Ayant pour modèles littéraires et philosophiques Heinrich von Kleist, Friedrich Hölderlin et Friedrich Nietzsche, Alfred Döblin appartenait à ces écrivains précurseurs qui utilisaient la radio comme média de diffusion.
En 1912, Döblin épouse Erna Reiss - de leur union naissent quatre enfants : Pierre, Wolfgang (dit Vincent), Claude et Stephan. À la fin de l'année 1912, Döblin publie un recueil de nouvelles, Die Ermordung einer Butterblume (L'Assassinat d'une renoncule). Il passe la majeure partie de la Première Guerre mondiale dans un lazaret à Sarreguemines, en Alsace-Lorraine, du 3 janvier 1915 à août 1917, où il commence à écrire son roman Wallenstein, publié en 1920 à Berlin puis à Haguenau, où il exerce les fonctions de médecin militaire. Son premier roman, Die drei Sprünge des Wang-lun (Les Trois Sauts de Wang Loun), publié en 1915, a du succès et lui donne une certaine notoriété.
Établi dans le secteur de Berlin-Lichtenberg, il est le témoin oculaire des combats de mars 1919 à Berlin, dont il fera plus tard le sujet de son roman Novembre 1918. Au cours de sa période berlinoise, Döblin rédige de nombreux articles (par exemple à propos de pièces de théâtre ou de films, mais aussi sur la vie dans les rues de la capitale), entre autres pour le quotidien en langue allemande Prager Tagblatt. Ces articles offrent une image saisissante de la vie quotidienne dans le Berlin de la république de Weimar, et certaines de ces esquisses ont été intégrées par Döblin dans son roman Berlin Alexanderplatz.
Dans ses textes politiques de cette époque, Döblin critique le Parti socialiste allemand (le SPD) pour sa collaboration avec le président Paul von Hindenburg, se positionnant ainsi plus à gauche.

### L'exil
Le 28 février 1933, après l'arrivée d'Adolf Hitler au pouvoir et au lendemain de l'incendie du Reichstag, Alfred Döblin accompagné de sa femme et de son plus jeune fils, Stephan (rejoint ultérieurement courant 1933 par les 3 autres enfants), fuit en Suisse puis en France. Alfred Döblin, son épouse ainsi que Wolfgang, Claude et Stephan obtiennent la nationalité française en octobre 1936. Pierre, l'aîné, n'ayant pas obtenu de permis de travail en France, a dû aller aux États-Unis, et obtiendra la nationalité américaine. En 1939, quand la guerre éclate, Döblin entre au ministère de la propagande français (Commissariat de l’Information), où il rédige des tracts avec d'autres émigrants allemands. C'est avec les collaborateurs du ministère que Döblin fuit le 10 juin 1940 vers le sud de la France. Sa femme et son plus jeune fils quittent Paris le 23 mai 1940 en direction du Puy. Ils se retrouveront à Toulouse le 10 juillet 1940, après une recherche angoissante, qu'il racontera dans son récit Schicksalsreise. Bericht und Bekenntnis (Voyage et destin) publié en 1949. Après avoir obtenu l'autorisation de sortie du territoire ainsi qu'un visa provisoire du consulat américain à Marseille, ils quitteront Marseille le 30 juillet 1940 pour l'Espagne et le Portugal. Ils embarquent ensuite pour les États-Unis. Le 9 octobre 1940, Alfred Döblin commence à Los Angeles une activité de scénariste qui prendra fin en octobre 1941.
Son fils, Wolfgang Döblin (engagé dans l'armée française), se suicide le 21 juin 1940 à Housseras, pour ne pas tomber entre les mains des nazis, après avoir envoyé sous pli cacheté à l'Académie des Sciences à Paris ses recherches sur l'équation de Kolmogorov. Le 30 novembre 1941, Döblin et sa femme se convertissent au catholicisme, ce qui sera vécu comme une trahison par la communauté juive en exil. La décision de cette conversion se fait après le face-à-face avec une statue du Christ crucifié de la basilique-cathédrale de Mende,.

### Le retour
Le 15 octobre 1945, c'est un des premiers auteurs en exil à revenir en Europe. Il atteint Paris, où il devient inspecteur littéraire de l'administration militaire française, d'abord à Baden-Baden, puis à Mayence. Son travail consistait à censurer les manuscrits et les préparations d'un journal mensuel, qui finit par paraître sous le nom de Das goldene Tor (La Porte d'or).
Par ailleurs, Alfred Döblin travaille pour le Neue Zeitung (Nouveau Journal) et pour la radio Südwestfunk. Il s'entoure également d'un groupe de jeunes écrivains, parmi lesquels Günter Grass.

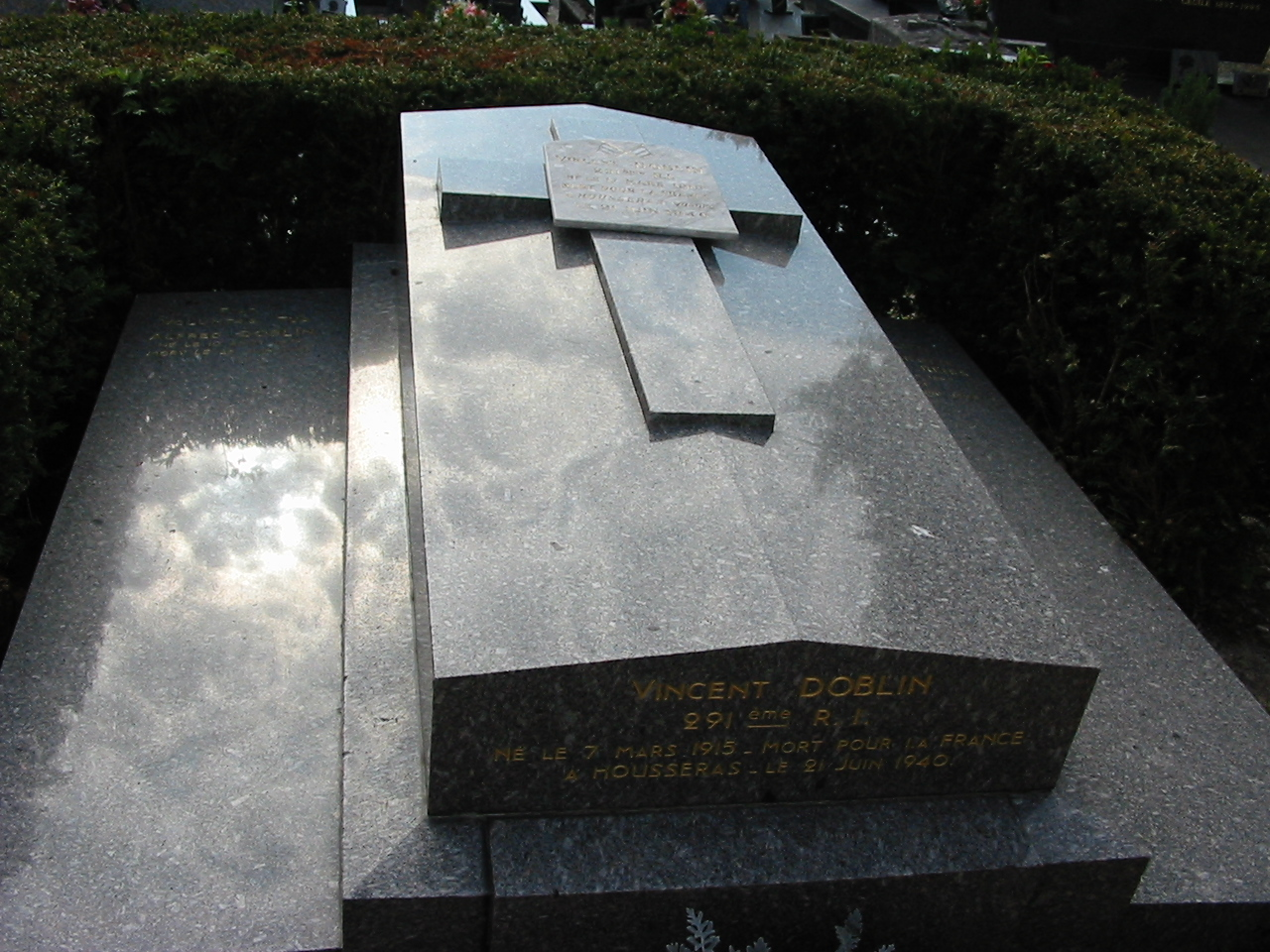
Tombe familiale.

Rapidement déçu par la restauration politique de l'après-guerre, surtout après l'échec de son roman révolutionnaire Novembre 1918, Döblin se tourne un temps vers la RDA, où il se rapproche de Johannes R. Becher, et entre à l'académie de l'art, qu'il quitte rapidement à cause du dogmatisme socialiste. Il rédige néanmoins des articles pour des journaux de la RDA, et son roman Hamlet ou La Longue Nuit prend fin ne paraît qu'en Allemagne de l'Est.
Döblin a créé en 1949 à Mayence l'Akademie der Wissenschaften und der Literatur. Revenu en France le 29 avril 1953, Döblin atteint de la maladie de Parkinson est contraint à partir de 1954 pour des raisons économiques de retourner pour des séjours fréquents et de plus en plus longs, en hospitalisation dans diverses cliniques de la Forêt-Noire en Allemagne. Il décède à Emmendingen, près de Fribourg-en-Brisgau le 26 juin 1957. Sa femme se suicide à Paris le 15 septembre 1957, trois mois après sa mort. Suivant leur demande, Döblin et sa femme sont enterrés à Housseras, petite commune des Vosges, respectivement à la droite et à la gauche de leur fils Wolfgang Döblin.

## Œuvres

### Voyage en Pologne
Publié en 1925, l'auteur fait à la première personne le récit d'un voyage réalisé à la fin de 1924. Il part à la découverte de la communauté juive de ce pays, mais s'intéresse également aux autres communautés religieuses, ou ethniques : Allemands, Russes, Ukrainiens.
Il trouve en Pologne les traces d'une spiritualité qui s'est perdue en Europe occidentale, est attiré ou repoussé parfois violemment et réagit et décrit avec sensibilité et empathie.
Extrait :

« Les souvenirs historiques deviennent facilement des illusions. Quelle masse monstrueuse de dangereux souvenirs recèle chaque État européen ! La Pologne, une quantité épouvantable. Mais les voisins de la Pologne ont aussi des souvenirs. - Les alliances sont bonnes, la géographie vaut mieux. La Russie est voisine. Une symbiose naturelle des peuples doit commencer ici, dans des formes meilleures et plus souples qu'aujourd'hui. »

### Berlin Alexanderplatz
L'œuvre la plus connue d'Alfred Döblin est Berlin Alexanderplatz, datée de 1929. Dans cette œuvre, Döblin décrit les bas-fonds du Berlin des années 1925-1930. Le personnage principal prend la figure de l'anti-héros : Franz Biberkopf est un criminel repenti que la fatalité rattrape et qui retombe dans la délinquance. Ce récit résolument moderne est composé de références bibliques et mythologiques, de collages d'extraits de journaux et mêle la tragédie à la drôlerie populaire, dans une cacophonie et un effrayant chaos. Les techniques du collage et de la simultanéité avaient déjà été expérimentées par Döblin en tant que collaborateur au journal La Tempête, en référence aux travaux des futuristes italiens, écrivains comme Filippo Tommaso Marinetti ou peintres comme Umberto Boccioni, Luigi Russolo et Carlo Carrà. Ces techniques, déjà présentes dans L'assassinat d'une renoncule trouvent leur apogée dans Berlin Alexanderplatz.
Ce roman est souvent comparé en France à Voyage au bout de la nuit de Céline (tous deux ont été écrits entre les deux Guerres mondiales). Ce chef-d'œuvre de la littérature allemande s'articule autour de la place Alexander à Berlin, dans les années 1925-1930, alors que le roman de Céline s'ouvre sur la place de Clichy à Paris.
Berlin Alexanderplatz a été adapté à l'écran à de nombreuses reprises, d'abord en 1931 par Piel Jutzi avec Heinrich George dans le rôle de Franz Biberkopf, puis en 1979 par Rainer Werner Fassbinder, qui en fit une série télévisée de 14 épisodes, longue de plus de 900 minutes ; enfin en 2020 par le cinéaste germano-afghan Burhan Qurbani, aidé du scénariste allemand Martin Behnke, dans un long métrage de 3 heures 3 minutes comportant cinq parties et un épilogue.

### Novembre 1918. Une révolution allemande

#### Présentation
Novembre 1918 est composé de quatre volumes – respectivement, Bourgeois & soldats, Peuple trahi, Retour du front et Karl & Rosa – dont la genèse mouvementée mérite une attention particulière. Écrit entre 1937 et 1943 pendant l’exil, le manuscrit des trois premiers a voyagé dans une serviette à travers la France avant que Döblin le confie à son ami germaniste Robert Minder, avant d'embarquer pour les États-Unis, contraint de fuir le nazisme ; il y écrira la dernière partie, Karl et Rosa.
Seul le premier tome, Bourgeois et soldats, paraît pendant l’exil en octobre 1939, à Amsterdam, chez l’une des principales maisons d’édition de la littérature allemande en exil. Le deuxième tome, que Döblin sépare en deux volumes, Peuple trahi et Retour du front, n’est éditée qu’après guerre, en automne 1948 et au printemps 1949, à Munich. Bourgeois et soldats, qui a fait l’objet de censure de la part des autorités françaises auxquelles déplaisaient les pages alsaciennes du roman, est édité sous forme de « prélude » d’une cinquantaine de pages. Enfin Karl et Rosa paraît, sous un tirage confidentiel, chez le même éditeur, en 1950. Il faut attendre 1978 pour que paraissent les trois tomes en RFA et 1981 en RDA. Les raisons de ce retard sont d’ordre politique : il n’est pas dans l’intérêt de l’Allemagne de l’Ouest d’après-guerre de remuer le passé et de revenir sur la Révolution allemande de 1918. Ce qui est à l’ordre du jour, à l’époque du boom économique que connaît l’Allemagne des années 1950, c’est l’oubli. Quant à la RDA, elle ne voyait pas d’un bon œil le retour du polémique Döblin, contempteur de la bureaucratie de parti ; où ce n’est pas avec un Karl Liebknecht irresponsable et une Rosa Luxembourg hystérique qu’on éduque le peuple.
Döblin, qui dépeint dans cette tétralogie un peuple allemand plutôt passif dans la Révolution de novembre, veut montrer que ce n’est pas dans la léthargie qu’on fait l’histoire.

#### Tome 1,Bourgeois et soldats
L’histoire est inspirée par l’expérience personnelle de Döblin à Haguenau et à Strasbourg en Alsace. De cette expérience Döblin d’abord tire un récit, Jours de révolution en Alsace, qui paraît dans la revue Die neue Rundschau en février 1919. Döblin y dépeint la Révolution comme une joyeuse blague, un carnaval.
Ce premier tome traite des relations entre l’Allemagne et la Révolution, en confrontant plusieurs personnages de différentes positions sociales afin d’atteindre le plus d’objectivité possible ; une démarche qui sera poursuivie par Döblin dans les tomes suivants.

#### Tome 2,Peuple trahi
Ce deuxième tome couvre la période du 22 novembre au lendemain du 26 décembre 1918. L’action se déroule autant à Berlin, au sein de la rédaction de Die Rote Fahne (Le Drapeau rouge), chez les prolétaires, dans les beaux quartiers, à Cassel, à Strasbourg et même à Paris.

#### Tome 3,Retour du front
Le troisième volume de Novembre 1918 couvre la période qui va des « alentours du 8 décembre » 1918 jusqu’autour du 14 décembre, et qui, du point de vue événementiel comprend l’opération de « nettoyage » de la capitale et la formation des « corps francs » à l’initiative du général Maercker. La Contre-révolution tombe cependant à l’eau, mais ce n’est que partie remise.

#### Tome 4,Karl et Rosa
Karl et Rosa, rédigé en Amérique entre 1942 et 1943, est la dernière partie de la tétralogie : derniers mois de captivité de Rosa Luxembourg, proclamation de la République le 9 novembre 1918, enfin déclenchement et écrasement de la révolution spartakiste et assassinat de ses deux chefs, Karl Liebknecht et Rosa Luxembourg.

### Ætheria
Selon une analyse des Éditions Verdier, ce roman daté de 1949 occupe une place particulière dans l'œuvre de Döblin car il met en valeur une dimension mystique de la personnalité de l'auteur. Converti au catholicisme en 1941, Döblin trouve avec cette œuvre, au lendemain de la Seconde Guerre mondiale, une voix d’apaisement et de réconciliation.
Le roman s’inspire librement de la figure à demi légendaire d’Éthérie ou Égérie, auteur supposé d’un Journal de voyage à Jérusalem au Ve siècle. Le roman n’a pourtant aucune prétention historique : le monde méditerranéen des premiers siècles de l’ère chrétienne sert ici de toile de fond à une narration d’une liberté totale qui fait de ce voyage, avec ses multiples rebondissements, une aventure initiatique où l’imaginaire mène aux portes de la mystique.
Extrait : 

« Ætheria avait connu le bonheur lors de sa traversée. Ici, elle se remit à aider les autres comme si elle était chez elle et non en pèlerinage. Elle apportait son soutien aux personnes faibles et les conduisait dans la chapelle d’Eusebius. Pour ne pas se trahir, il lui fallut, bon gré mal gré, prendre part aux prières. Et bien qu’elle les suivît sans enthousiasme et avec distraction, elle fut rapidement entraînée dans l’extase, comme par violence, contre sa décision de tenir bon et de simplement veiller aux femmes qu’elle avait amenées ici. Voilà qu’elle était étendue sur le sol et entraînait les autres qui priaient avec ferveur et balbutiaient. »